# Dialect (linguagem de programação)
Dialect é uma linguagem de programação interpretada criada inicialmente por George Harth como um projeto acadêmico da disciplina de compiladores. O interpretador base foi então expandido em Aristar, Inc. por George e Greg DeLoizer. Dialect hoje é Open Source e está armazenado no SourceForge.net.